# Jerry Calà - Il ragazzo semplice di una volta
Jerry Calà - Il ragazzo semplice di una volta è un mediometraggio televisivo del 1982 scritto e diretto da Jerry Calà, al suo esordio alla regia.

## Trama
I genitori del neonato Jerry Calà emigrano dal sud alla città di Verona, dove il comico ripercorre - assieme a una versione adulta di sé stesso - i primi passi della sua carriera, tra il cabaret con I Gatti di Vicolo Miracoli e i primi film da solista.

## Produzione
Il corto è stato girato a Verona, come parte di una rassegna di cortometraggi prodotti dalla Rai e interpretati dai più importanti comici emergenti all’inizio degli anni ‘80, dal titolo Che fai… ridi?. I titoli di testa sono accompagnati dai brani Verona Beat e  Capito?! de I Gatti di Vicolo Miracoli, che appaiono anche in numerosi sketch di repertorio che si legano alla trama del corto, incentrata più su una serie di situazioni demenziali e grottesche che su un vero e proprio intreccio.